# 趙胤振
趙胤振（1625年9月8日—1649年），字聖苞，號綿曇，山東濟南府齊河縣人，清朝政治人物。

## 生平
趙胤振個性倜儻，崇尚氣節，九歲就懂寫文章，人們稱為神童，長大後博覽群書，順治二年（1645年）中舉人，三年（1646年）聯捷進士，先在刑部觀政，後獲授阜城知縣，阜城位處要衝而貧瘠，號稱難治，他勸民開墾恢復農業，課藝縣民振作士風有惠政，四年（1647年）改任衡山知縣，當時湖南戰亂未平，城池廢頽，他到任後招集流亡修繕城牆謀求戰守，多次擊敗土寇，不久南明朝廷收復湘潭，鄰縣望風而逃，有人勸他棄城，他堅持守城因此殉職。

## 家族
曾祖趙慎行，庠生；祖父趙來泰，庠生；父趙之蘭，庠生。

## 引用
1. 1 2  民國《齊河縣志·卷二十四·鄉賢志》：趙允振，字聖苞，號綿曇，性倜儻尚氣節，九歲能文，人咸以神童稱之，及長博極群書，順治乙酉薦於鄉，登丙戌進士，授阜城令，邑頗衝瘠號稱難治，公勸墾以復農業，課藝以作士風，大有惠政，未期年調繁衡山，時湖南兵燹未定、邑城廢頽，公抵任即招集流亡修城堞、謀戰守，屢破土寇大有奇功，俄逆闖餘黨突陷湘潭，鄰境望風瓦解，或有勸公棄城去者，公不許乃灑泣誓守，城陷遂以身殉焉，雖卹典未及，而大節凛然，真可謂與日月爭光者矣，順治十年祀鄉賢，有傳載藝文志。
2. ↑  民國《齊河縣志·卷二十三·選舉志》：進士……清 順治丙戌 趙允振，字聖苞，初授直隸阜城縣知縣，調湖廣衡山縣知縣，殉難 見鄉賢志並見忠烈志……舉人……清 順治乙酉 趙允振 見進士志
3. 1 2  《順治三年丙戌科進士三代履歷》：趙胤振，曾祖慎行，庠生；祖來泰，庠生；父之蘭，庠生。聖苞，詩六房，乙丑八月初七日生，齊河人，乙酉十二名，會試六十九名，三甲一百二十七名，刑部觀政，授北直阜城知縣，丁亥調湖廣衡山知縣。